# Saint-Julien-de-Lampon
Saint-Julien-de-Lampon é uma comuna francesa na região administrativa da Nova Aquitânia, no departamento Dordonha. Estende-se por uma área de 13,32 km². Em 2010 a comuna tinha 647 habitantes (densidade: 48,6 hab./km²).